# Рендолф Брезник
Рендолф Џејмс Брезник (енгл. Randolph James Bresnik; Форт Нокс, 11. септембар 1967) је астронаут агенције NASA и пензионисани пуковник маринског корпуса САД. За астронаута је изабран 2004. године као члан 19. астронаутске групе америчке свемирске агенције.
Први пут полетео је у свемир као члак посаде спејс-шатла у новембру 2009. године. Док је био у орбити, 21. новембра, његова жена се породила. Тренутно је у свемиру као члан Експедиције 52/53 на МСС.